# Stolzmanns zwaluw
Stolzmanns zwaluw (Tachycineta stolzmanni) is een zangvogel uit de familie Hirundinidae (zwaluwen). Deze vogel is genoemd naar de Poolse ornitholoog Jan Sztolcman.

## Verspreiding en leefgebied
Deze soort komt voor in zuidwestelijk Ecuador en noordwestelijk Peru.

## Status
De grootte van de populatie is niet gekwantificeerd maar de soort wordt omschreven als plaatselijk algemeen tot vrij algemeen. Op de Rode lijst van de IUCN heeft deze soort de status niet bedreigd.